# ТЭЦ Завидавье
ТЭЦ Завидавье — теплоэлектроцентраль на юго-западе Польши в городе Вроцлав, наименьшая среди вроцлавских ТЭЦ.
В 2010 году компания Kogeneracja SA (входит в группу PGE) приобрела тепловую сеть, обслуживающую вроцлавские районы Psie Pole и Завидавье. В дополнение к размещённым здесь двум водогрейным котлам Viessmann мощностью по 9,3 МВт в 2014 году запустили генераторную установку на базе двигателя внутреннего сгорания, которая имеет электрическую и тепловую мощность 2,67 МВт и 2,55 МВт соответственно.
В качестве топлива станция использует природный газ.